# Heinrich Köhler (Politiker, 1859)

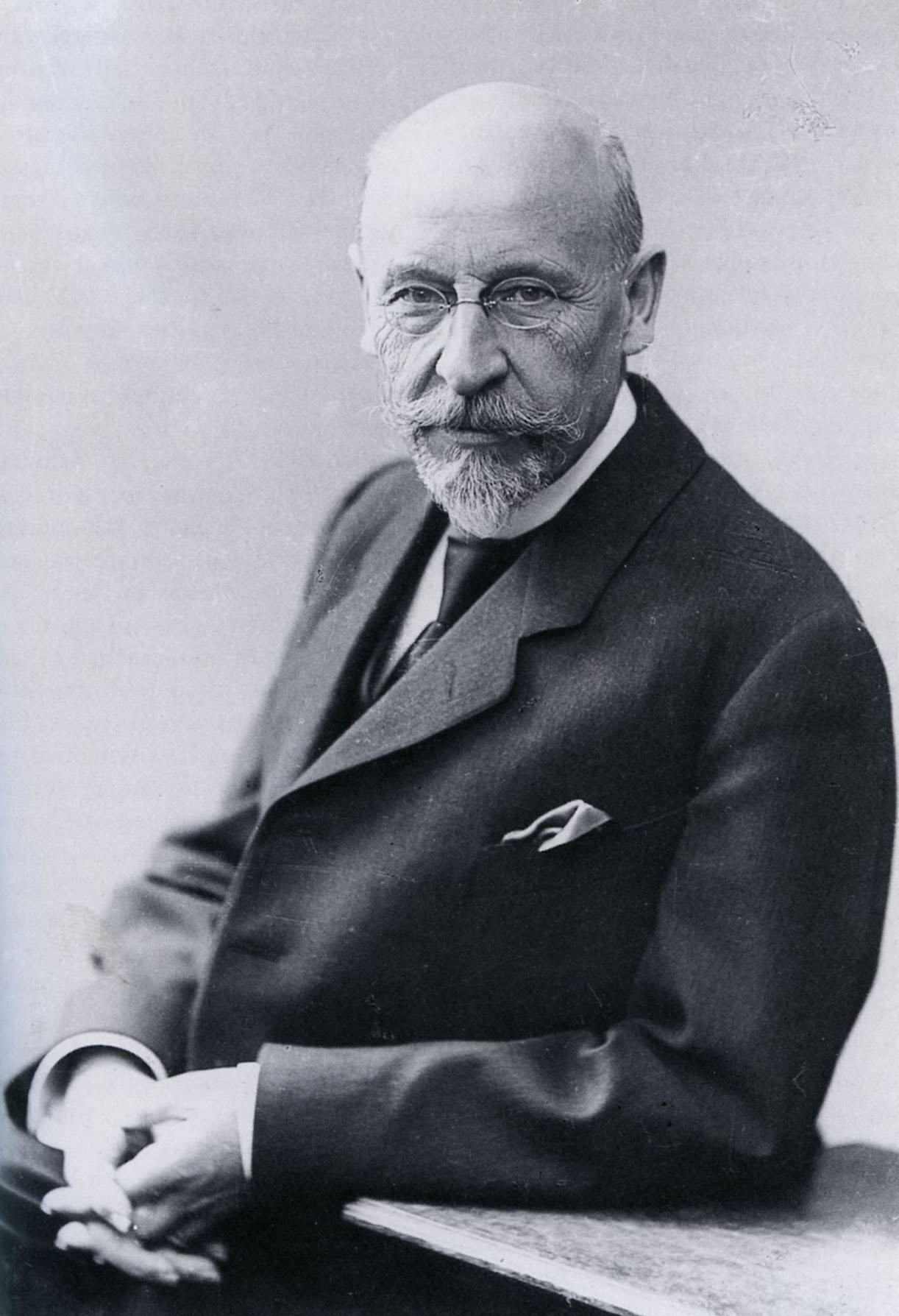
Heinrich Köhler

Heinrich Wilhelm Georg Köhler (* 26. November 1859 in Bingen; † 2. Juni 1924 in Mainz) war ein hessischer Politiker (NLP, DVP), Abgeordneter und Präsident der Zweiten Kammer der Landstände des Großherzogtums Hessen sowie des Landtags des Volksstaates Hessen und Oberbürgermeister von Worms.

## Familie
Heinrich Köhler war der Sohn des Baurates Eduard Köhler (1822–1882) und seiner Frau Wilhelmine geborene Kühn (1822–1880). Am 15. August 1889 heiratete er Eugenie (gen. Jenny) Cäcilie geborene Weber. Heinrich Köhler war evangelisch.

## Ausbildung und Beruf
Heinrich Köhler studierte nach dem Abitur Rechtswissenschaften in Leipzig, München und Gießen. Nach dem Studienabschluss war er Akzessist am Amts- und Landgericht Darmstadt und von 1886 bis 1894 Rechtsanwalt in Darmstadt. 1894 wurde er in Gießen mit einer Arbeit über die hessische Kirchenverfassung im Zeitalter der Reformation promoviert. Betreuer der Arbeit war Arthur Benno Schmidt.

## Abgeordneter
Heinrich Köhler rückte am 2. September 1898 für Otto Wolfskehl in die 2. Kammer der Landstände des Großherzogtums Hessen nach. Er vertrat in der 30. und 31. Landtagssession den Wahlbezirk der Stadt Darmstadt im Landtag. In der 34. Session rückte er für Andreas Reinhart erneut in den Landtag (diesmal für den Wahlbezirk Stadt Worms) nach und verteidigte das Mandat für Worms auch bei den Wahlen von 1911, so dass er bis 1918 Mitglied der Kammer blieb. Von 1911 bis 1918 war er Präsident der zweiten Kammer der Landstände.
In den ersten Landtag des Volksstaates Hessen wurde er für die DVP gewählt. Sein Mandat in der zweiten Wahlperiode gab er zu Gunsten von Karl Laufer auf.

## Kommunalpolitiker

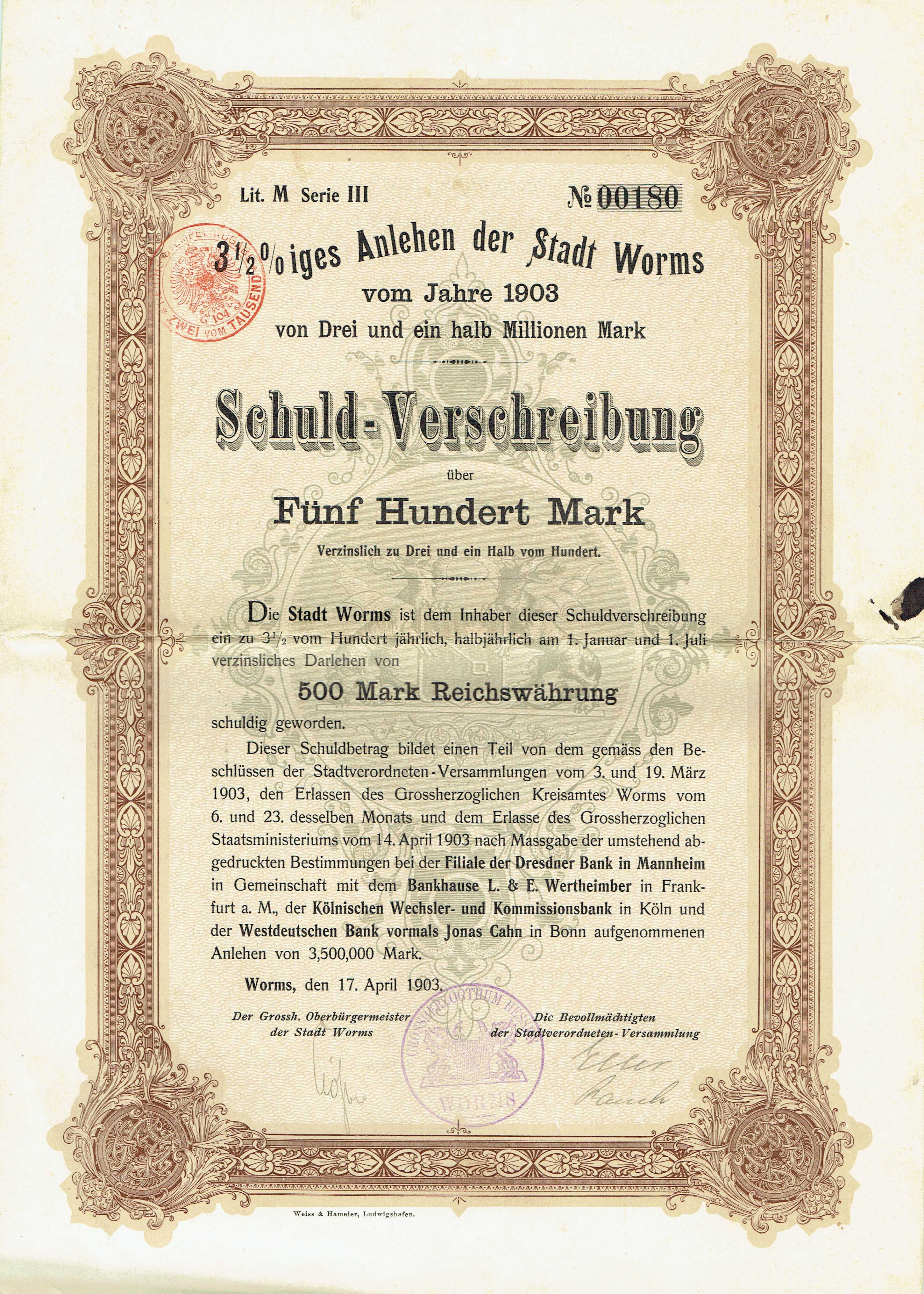
Anleihe der Stadt Worms vom 17. April 1903 mit Unterschrift von Oberbürgermeister Köhler

Von 1894 bis 1898 war er besoldeter Beigeordneter der Stadt Darmstadt und von 1898 bis 1924 war er Bürgermeister von Worms. Ab 1900 trug er den Titel Oberbürgermeister. Ab dem Jahr 1910 war er Oberbürgermeister auf Lebenszeit. 